# Edward aux mains d'argent
Vous lisez un « bon article » labellisé en 2015.
Pour plus de détails, voir Fiche technique et Distribution.
Edward aux mains d'argent (Edward Scissorhands) est un film de Noël américain réalisé par Tim Burton, sorti en 1990. Il mêle plusieurs genres cinématographiques, le fantastique, le drame romantique et la comédie, et narre l’histoire d’un jeune homme, Edward, créé par un inventeur mais resté inachevé et qui a des ciseaux à la place des mains. Edward est recueilli par Peg Boggs et tombe amoureux de sa fille, Kim, alors que les habitants de la banlieue résidentielle où il vit désormais l’accueillent d’abord chaleureusement avant de se retourner contre lui.
Johnny Depp, dont c’est la première collaboration avec Burton, interprète le rôle-titre d'Edward. La distribution principale est également composée de Winona Ryder, Dianne Wiest, Alan Arkin, Kathy Baker et Anthony Michael Hall. Le film marque aussi la dernière apparition de Vincent Price au cinéma.
Burton élabore l’idée du film d’après sa propre jeunesse passée dans une banlieue résidentielle de Burbank. Il engage Caroline Thompson pour scénariser son histoire. Le développement du projet est fortement accéléré à la suite du très important succès commercial remporté par Batman (1989), le précédent film de Burton. Le tournage se déroule essentiellement en Floride, dans l’aire urbaine de la baie de Tampa.
Le film est un succès commercial et est très bien accueilli par la critique. Il remporte plusieurs récompenses, dont le prix Hugo du meilleur film et le Saturn Award du meilleur film fantastique. Burton le considère comme son œuvre la plus personnelle. Il y développe des thèmes comme l’exclusion, la découverte de soi et la confrontation entre le fantastique et le conformisme. Le film lance la carrière de Depp et associe définitivement Burton au mouvement gothique. En 2008 le magazine Empire le classe 66e dans sa liste des 500 plus grands films de tous les temps, depuis sa sortie le film a acquis un statut culte et est considéré comme l'un des plus grands films de tous les temps.

## Synopsis
Une grand-mère raconte une histoire à sa petite-fille pour lui expliquer d'où vient la neige qui tombe sur la ville. Cette histoire commence avec un jeune homme appelé Edward (Johnny Depp) créé par un inventeur (Vincent Price) vivant seul dans un sombre château perché sur une colline. Mais l'inventeur meurt avant d'avoir pu achever son œuvre, laissant Edward avec des ciseaux aux lames extrêmement acérées à la place des mains. Edward vit donc seul dans ce sinistre château jusqu'au jour où Peg Boggs (Dianne Wiest), représentante en cosmétiques Avon, découvre le château et, poussée par la curiosité, se présente à sa porte. Voyant que le jeune homme, timide et inoffensif, vit seul sans avoir le moindre lien avec le monde qui l'entoure, elle décide de l'emmener au sein de son foyer situé dans une tranquille banlieue résidentielle. Edward commence alors à partager la vie de Peg, de son mari Bill (Alan Arkin) et de leur fils Kevin (Robert Oliveri) âgé de douze ans. Il devient très vite le nouveau centre d'intérêt du quartier et est d'abord accueilli à bras ouverts, ses talents de tailleur de haies et de coiffeur lui valant l'admiration et les sollicitations de toutes les voisines.
Edward tombe également amoureux de Kim (Winona Ryder), la fille aînée de Peg. Les seuls résidents qui éprouvent instantanément de la répulsion pour Edward sont Esmeralda (O-Lan Jones), une fanatique religieuse, et Jim (Anthony Michael Hall), le petit ami de Kim. Joyce (Kathy Baker), une amie de Peg très entreprenante, tente de séduire Edward, causant un accès de panique chez le jeune homme. Jim pousse ensuite Edward à entrer par effraction chez ses parents pour y dérober de l'argent mais l'alarme se déclenche et Edward est arrêté par la police, avant d'être relâché. Cet incident provoque la colère de Kim, qui reproche à Jim d'avoir piégé Edward, et vaut à ce dernier d'être désormais vu avec méfiance par la communauté du quartier. De plus, Joyce raconte à qui veut l'entendre qu'Edward a tenté de la violer. Les membres de la famille Boggs restent les seuls à soutenir Edward et eux aussi sont mis à l'écart.
Le soir de Noël, Edward crée une sculpture de glace, provoquant ainsi un effet de neige qui tombe du ciel, pour le plus grand plaisir de Kim. Jim, jaloux, intervient à ce moment et Edward blesse accidentellement Kim à la main. Jim s'en prend aussitôt à Edward, qui quitte les lieux. Edward est recherché par les habitants du quartier et sauve Kevin en le poussant du chemin d'un véhicule qui allait l'écraser. Mais, ce faisant, il blesse le garçon avec ses ciseaux et les résidents croient à une nouvelle agression de sa part. Edward s'enfuit jusqu'au château, où il est rejoint par Kim. Mais Jim a suivi la jeune fille et s'en prend une nouvelle fois à eux. Quand il frappe Kim, Edward le poignarde avec une de ses lames et Jim fait une chute mortelle. Edward fait ses adieux à Kim, qui l'embrasse et lui avoue son amour. Elle raconte ensuite aux habitants que Jim et Edward se sont entretués et leur présente pour preuve une main en forme de ciseaux similaire à celles d'Edward. La vieille dame qui raconte l'histoire, qui s'avère être Kim, termine en disant à sa petite-fille qu'elle n'a jamais revu Edward, ne voulant pas que celui-ci la voie vieillir. Edward vit toujours dans le château et, étant une création artificielle, n'est pas affecté par les effets du temps. Il provoque parfois des chutes de flocons de neige sur le quartier en travaillant sur ses sculptures de glace : ainsi, Kim sait qu'il est toujours en vie.

## Fiche technique
- Titre original : Edward Scissorhands
- Titre français : Edward aux mains d'argent
- Réalisation : Tim Burton
- Scénario : Caroline Thompson, d'après une histoire de Tim Burton et Caroline Thompson
- Musique : Danny Elfman
- Photographie : Stefan Czapsky
- Montage : Richard Halsey
- Décors : Bo Welch
- Costumes : Colleen Atwood
- Effets spéciaux : Stan Winston
- Production : Denise Di Novi, Tim Burton, Caroline Thompson (productrice associée), Richard Hashimoto (producteur délégué)
- Société de production : 20th Century Fox
- Société de distribution : 20th Century Fox (États-Unis et international)
- Budget : 20 000 000 $[1]
- Pays de production :  États-Unis
- Langue originale : anglais
- Format : couleur - 35 mm - 1,85:1 - son Dolby SR
- Genre : fantastique, romance, comédie dramatique
- Durée : 105 minutes
- Dates de sortie : 
  - États-Unis : 6 décembre 1990 (première mondiale à Los Angeles) ; 7 décembre 1990 (sortie limitée) ; 14 décembre 1990 (sortie nationale) ;
  - Canada : 14 décembre 1990[2] ;
  - France : 10 avril 1991 ;
- Classification : PG-13 aux États-Unis ; tous publics en France ; déconseillé aux jeunes enfants au Québec

## Distribution
- Johnny Depp (VF : Jérôme Berthoud) : Edward
- Winona Ryder (VF : Claire Guyot [jeune] ; Renée Simonot [âgée]) : Kim Boggs
- Dianne Wiest (VF : Jeanine Forney) : Peg Boggs
- Anthony Michael Hall (VF : Serge Faliu) : Jim
- Alan Arkin (VF : Sady Rebbot) : Bill Boggs
- Kathy Baker (VF : Élisabeth Wiener) : Joyce Monroe
- Robert Oliveri (VF : Emmanuel Garijo) : Kevin Boggs
- Vincent Price (VF : Louis Arbessier) : l'inventeur, créateur d'Edward
- O-Lan Jones (VF : Maïk Darah) : Esmeralda
- Dick Anthony Williams (VF : Mostefa Stiti) : l'officier de police Allen
- Conchata Ferrell : Helen
- Caroline Aaron (VF : Sophie Deschaumes) : Marge
- Susan Blommaert : Tinka
- John Davidson : le présentateur de télévision
- Steven Brill (VF : Michel Mella) : Guy, le réparateur du lave-vaisselle

Source et légende : Version française (VF) sur AlloDoublage

## Production

### Développement du projet

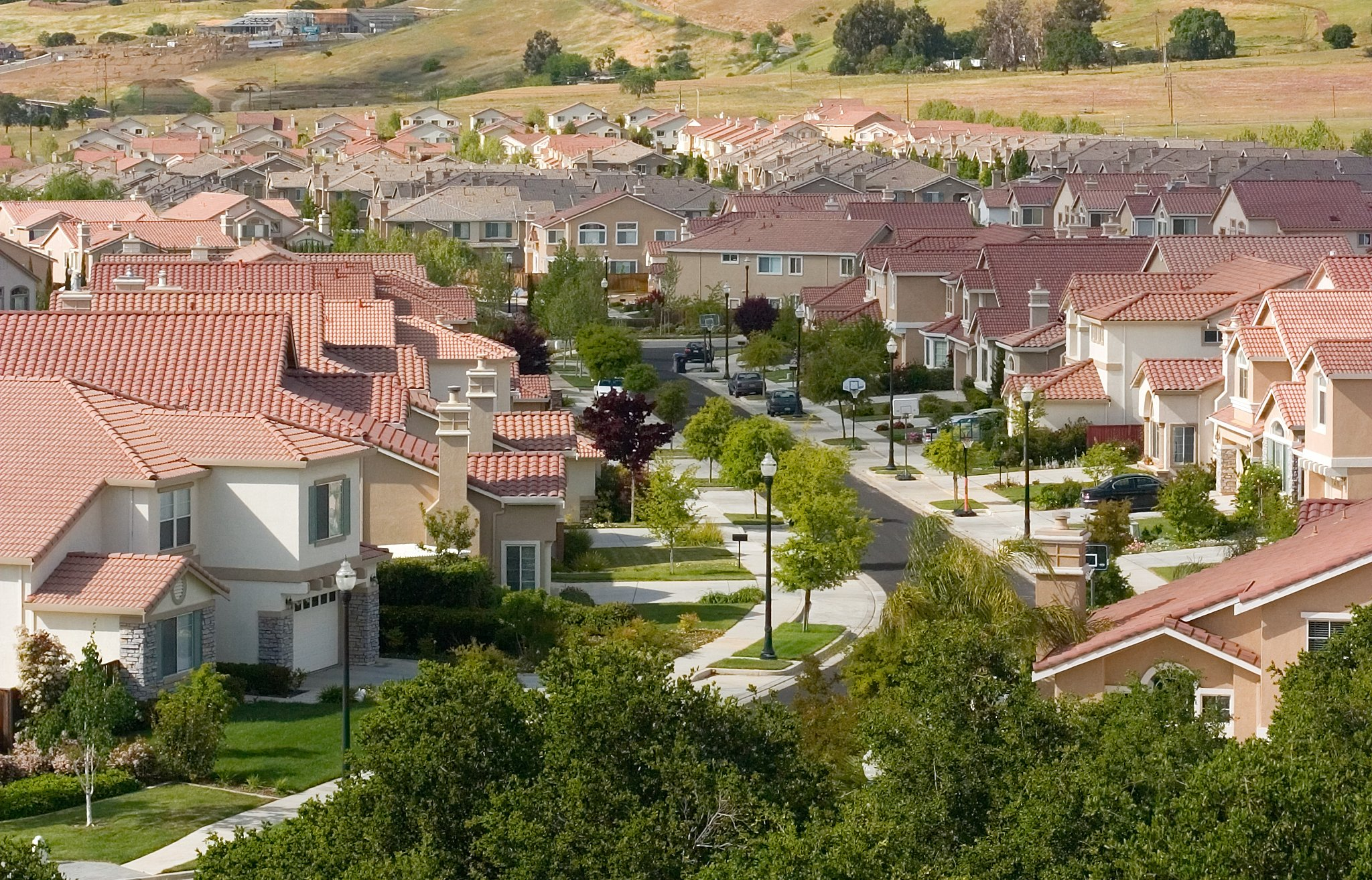
Une banlieue résidentielle américaine typique, ici dans la ville californienne de San José.

L'idée du film trouve son origine dans un dessin représentant un homme avec des ciseaux à la place des mains réalisé par Tim Burton pendant son adolescence et reflétant ses sentiments d'isolement et d'incapacité à communiquer avec les autres habitants de la banlieue résidentielle de Burbank, où il demeure. Au sujet de Burbank, Burton affirme : « Il y avait quelque chose d'étrange qui planait dans cette ville. Les gens étaient amicaux, mais uniquement en surface. Comme s'ils étaient forcés à l'être ». En 1987, alors que Burton est dans la phase de préproduction de Beetlejuice, il engage la jeune romancière Caroline Thompson pour écrire le scénario d’Edward aux mains d'argent d'après son ébauche d'histoire. Impressionné par le premier roman de Thompson, First Born, l'histoire d'un fœtus avorté qui revient à la vie, Burton pense également que ce roman contient le mélange d'éléments fantastiques et sociologiques qu'il désire mettre en avant dans son projet. Thompson et Burton s'entendent immédiatement très bien et Thompson écrit son scénario comme un « poème d'amour » à Burton, dont elle parle comme étant « de toutes les personnes qu'elle connaît, celui qui s'exprime le mieux tout en étant incapable de construire une seule phrase ».
Pendant que Thompson s'attelle à l'écriture du scénario, Burton commence à développer le projet avec Warner Bros., société de production avec laquelle il a déjà collaboré sur ses deux premiers longs-métrages. Mais, deux mois plus tard, les dirigeants de Warner Bros., qui ne sont pas enthousiasmés par le projet, vendent les droits du film à la 20th Century Fox. Ce studio accepte de financer le projet tout en accordant à Burton un contrôle absolu sur les aspects créatifs. Le budget du film est alors estimé aux alentours de huit ou neuf millions de dollars. Pour écrire l'histoire, Burton et Thompson s'inspirent de films tels que Notre-Dame de Paris (1923), Le Fantôme de l'Opéra (1925), Frankenstein (1931), King Kong (1933) et L'Étrange Créature du lac noir (1954), ainsi que de plusieurs contes de fées, comme Pinocchio et La Belle et la Bête. Burton a d'abord l'intention de faire un film musical, quelque chose de « grand et lyrique », avant d'abandonner cette idée. À la suite de l'énorme succès de Batman (1989), Burton fait désormais partie des réalisateurs les plus en vue. Il a l'occasion de réaliser le film qu'il veut et, plutôt que de mettre tout de suite en chantier la suite de Batman, comme le souhaiterait Warner Bros, il choisit de réaliser Edward aux mains d'argent.

### Choix des interprètes

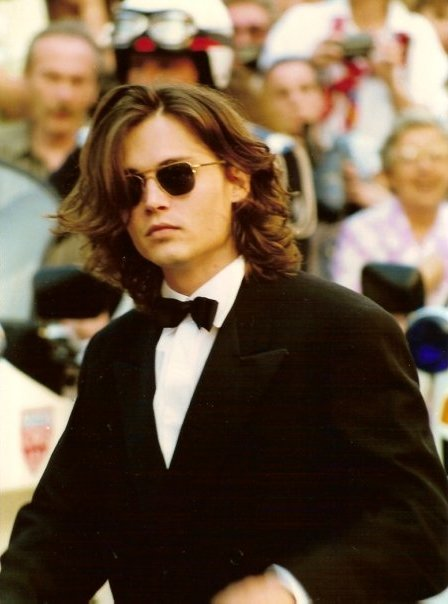
Johnny Depp en 1992, au festival de Cannes.

Pour le choix de l'acteur principal, les dirigeants de 20th Century Fox insistent pour que Burton rencontre Tom Cruise. Celui-ci ne correspond pas à l'idéal recherché par Burton mais le réalisateur accepte toutefois de le rencontrer. Il le trouve intéressant mais Cruise soulève beaucoup de questions sur le personnage et souhaite que la fin soit « plus heureuse ». De nombreux autres interprètes sont évoqués, notamment Tom Hanks, Jim Carrey, Gary Oldman, William Hurt et Robert Downey Jr.. Ces deux derniers expriment leur intérêt pour le rôle et sont envisagés alors que Tom Hanks est approché mais préfère s'engager sur Le Bûcher des vanités,. Michael Jackson est également intéressé pour tenir le rôle d'Edward,. Johnny Depp, qui est alors désireux de casser son image d'idole des adolescents associée à son rôle dans la série 21 Jump Street, lit le scénario. Selon ses propres termes, Depp « pleure comme un nouveau-né » à la lecture du script et se trouve immédiatement des connexions personnelles et émotionnelles avec l'histoire. Depp et Burton se rencontrent pour la première fois en avril 1989 au Bel Age Hotel de Los Angeles, mais, même si l'entrevue se passe bien, l'acteur estime que ses chances sont assez minces en raison de la concurrence d'interprètes plus célèbres. Le premier choix de Burton se porte néanmoins sur Depp, le réalisateur expliquant que « ses yeux ont retenu mon attention, c'est un élément très important pour moi, et le regard d'Edward allait être une chose capitale puisque c'est un personnage quasi muet ». Pour préparer son rôle, Depp visionne beaucoup de films de Charlie Chaplin afin d'étudier comment faire passer des sentiments sans dialogues.
Burton approche tout de suite Winona Ryder, petite amie de Depp à cette époque, pour tenir le rôle de Kim en raison de leur collaboration très positive sur Beetlejuice. Drew Barrymore auditionne également pour le rôle mais Ryder est le premier membre de la distribution à être attaché au projet. Dianne Wiest est cependant la première à signer et Burton explique à son sujet : « Elle a été la première à lire le scénario, à le soutenir, et elle a entraîné dans son sillage de nombreux autres comédiens parce qu'elle est très respectée dans la profession ». Crispin Glover auditionne pour le rôle de Jim mais c'est Anthony Michael Hall qui est finalement choisi. Kathy Baker, connue pour ses rôles dramatiques, voit dans le personnage de Joyce, la voisine qui essaie de séduire Edward, une occasion parfaite de percer dans la comédie. Alan Arkin, choisi pour le rôle de Bill Boggs, avoue que sa première lecture du script l'a laissé « un peu perplexe. Rien n'avait de sens pour moi jusqu'à ce que je voie les décors. L'imagination visuelle de Burton est extraordinaire ». Le rôle de l'inventeur est écrit spécifiquement pour Vincent Price, idole de jeunesse de Burton avec qui il est devenu ami après le tournage du court-métrage Vincent (1982). C'est le dernier rôle tenu par Price au cinéma avant sa mort, survenue en 1993.

### Tournage

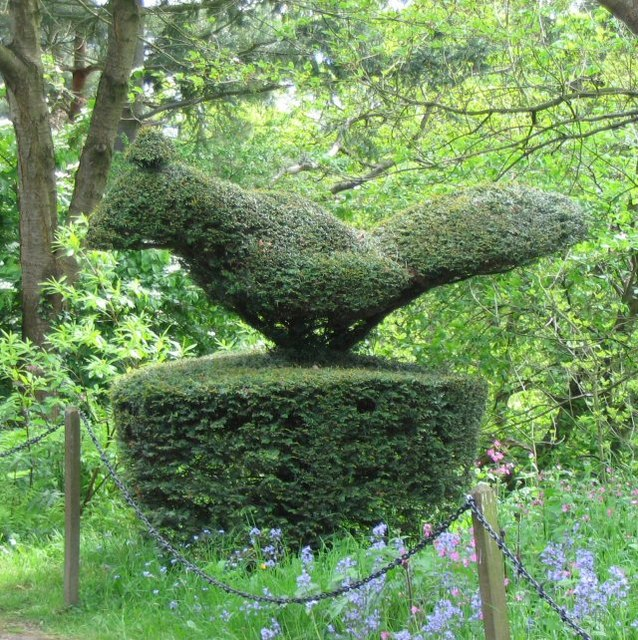
Un exemple de l'art topiaire dans lequel Edward excelle.

Burbank est envisagé comme possible lieu de tournage pour la banlieue résidentielle où se déroule l'essentiel du film, mais Burton estime que la ville s'est beaucoup trop transformée depuis son enfance. Il choisit plutôt de tourner en Floride afin d'être loin d'Hollywood et parce que les banlieues résidentielles de cet État ressemblent à celles de sa jeunesse en Californie. Le film est donc principalement tourné à Lutz et Land O' Lakes, ainsi qu'au Southgate Shopping Center de Lakeland,. Une cinquantaine de familles donnent leur accord pour que l'équipe du film tourne dans leurs maisons et refasse leurs décorations intérieures et extérieures. Le chef décorateur Bo Welch transforme le quartier choisi pour le tournage en suivant les indications de Burton, supprimant les ornementations sortant de l’ordinaire et peignant les façades dans des couleurs pastels afin de le rendre encore plus fade. Welch décide de repeindre les façades uniquement en quatre couleurs, vert, rose, jaune et bleu, afin d'unifier l'aspect du quartier, et réduit également la taille des fenêtres pour donner une impression de paranoïa.
Les sculptures de haies géantes créées par Edward sont fabriquées en recouvrant des armatures métalliques par des grillages et en tissant par-dessus des milliers de brindilles en plastique. Le décor extérieur du château fait plus de 25 mètres de hauteur ; il est construit près de Dade City. Le tournage du film dure plus de trois mois, du 26 mars au 19 juillet 1990. Il crée des centaines d'emplois temporaires dans l'aire urbaine de la baie de Tampa et injecte plus de 4 000 000 $ dans l'économie locale. Les intérieurs du château sont tournés en dernier dans un studio de Los Angeles.

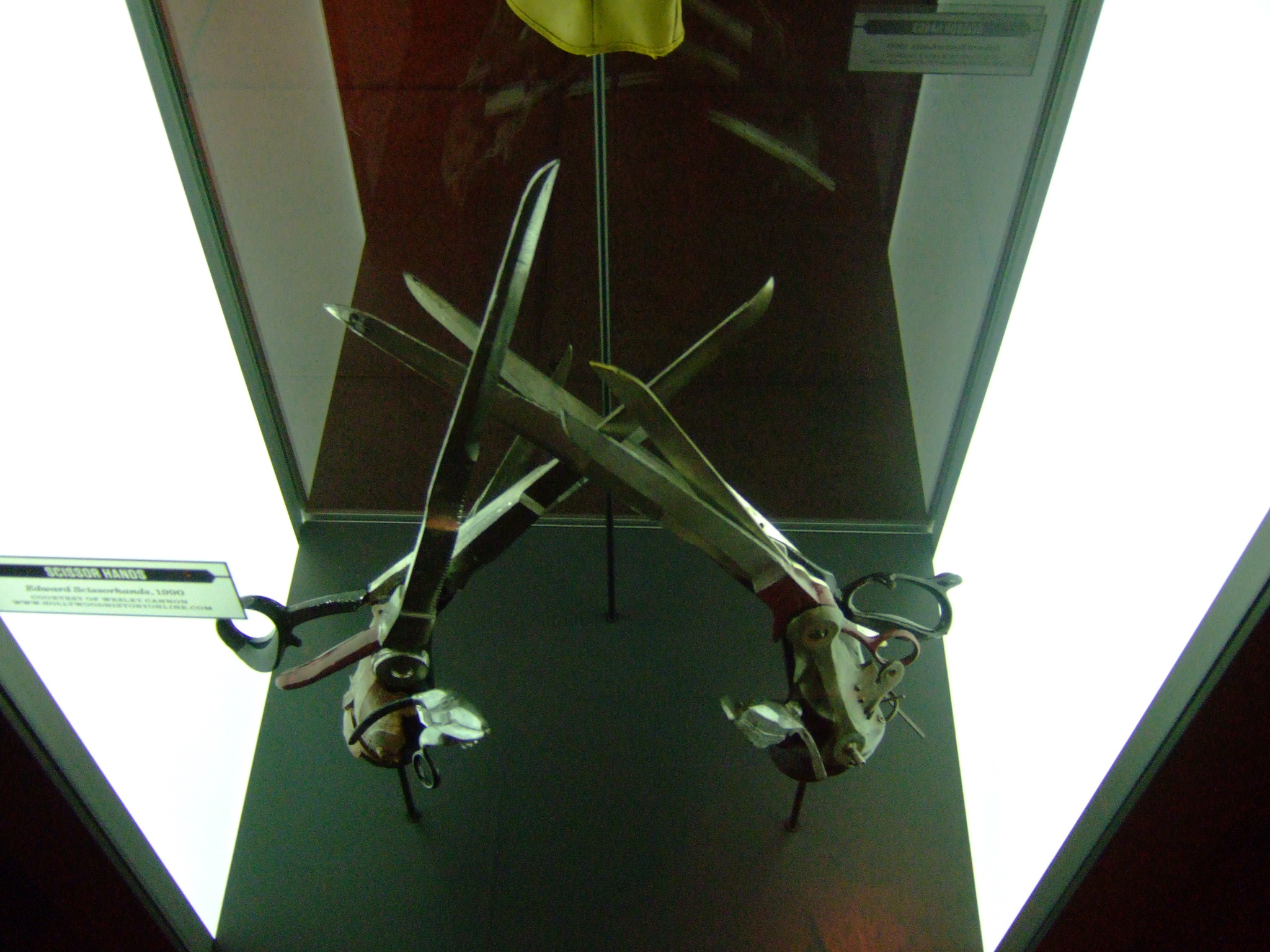
Les ciseaux utilisés pour le film exposés au Museum of Pop Culture.

Pour créer les mains en lames de ciseaux d'Edward, Burton fait appel à Stan Winston, qui a déjà travaillé sur Aliens, le retour et Predator et qui collaborera à nouveau avec Burton en réalisant le maquillage du Pingouin pour Batman : Le Défi. Le costume et le maquillage que Depp doit porter nécessitent presque deux heures par jour pour être appliqués. Les lames faites de plastique dur sont fixées sur des gants en uréthane souple et Depp s'entraîne à les manier avant le tournage. L'acteur blesse néanmoins Hall au bras avec une de ses lames lors du tournage d'une scène, la blessure étant toutefois sans gravité. Le costume très serré que Depp doit porter n'est pas suffisamment aéré, et l'acteur est victime de plusieurs malaises en début de tournage.
Depp prend l'initiative de supprimer plusieurs répliques de son personnage, estimant que celui-ci doit parler le moins possible et d'une manière enfantine. Il adopte un jeu tout en retenue, s'appuyant essentiellement sur son regard, ce qui inquiète Burton au premier abord. Mais le réalisateur est totalement enthousiaste après avoir visionné les premiers rushes. Durant le tournage, Burton s'amuse également beaucoup de l'apparence qu'il a donnée à Winona Ryder, l'affublant d'une perruque blonde et d'une tenue de pom-pom girl et créant ainsi un personnage totalement à contre-emploi pour l'actrice qui détestait ce genre de filles quand elle était au lycée. Au sujet de la relation entre Depp et Ryder, Burton affirme qu'ils ont été très professionnels durant tout le tournage et que leur histoire d'amour a contribué à renforcer le côté romantique du film.

### Bande originale
La bande originale du film est composée par Danny Elfman, dont c'est la quatrième collaboration avec Burton en autant de films du réalisateur. Elfman s'inspire des œuvres de Piotr Ilitch Tchaïkovski, et notamment de Casse-Noisette, pour composer sa musique et l'enregistre avec un orchestre de soixante-dix-neuf musiciens. Trois chansons de Tom Jones sont aussi utilisées pour le film : Delilah, With These Hands et It's Not Unusual, cette dernière étant plus tard réutilisée par Burton et Elfman dans Mars Attacks! (1996). Elfman cite la musique de ce film comme sa composition favorite parmi celles qu'il a réalisées.

## Accueil

### Box-office

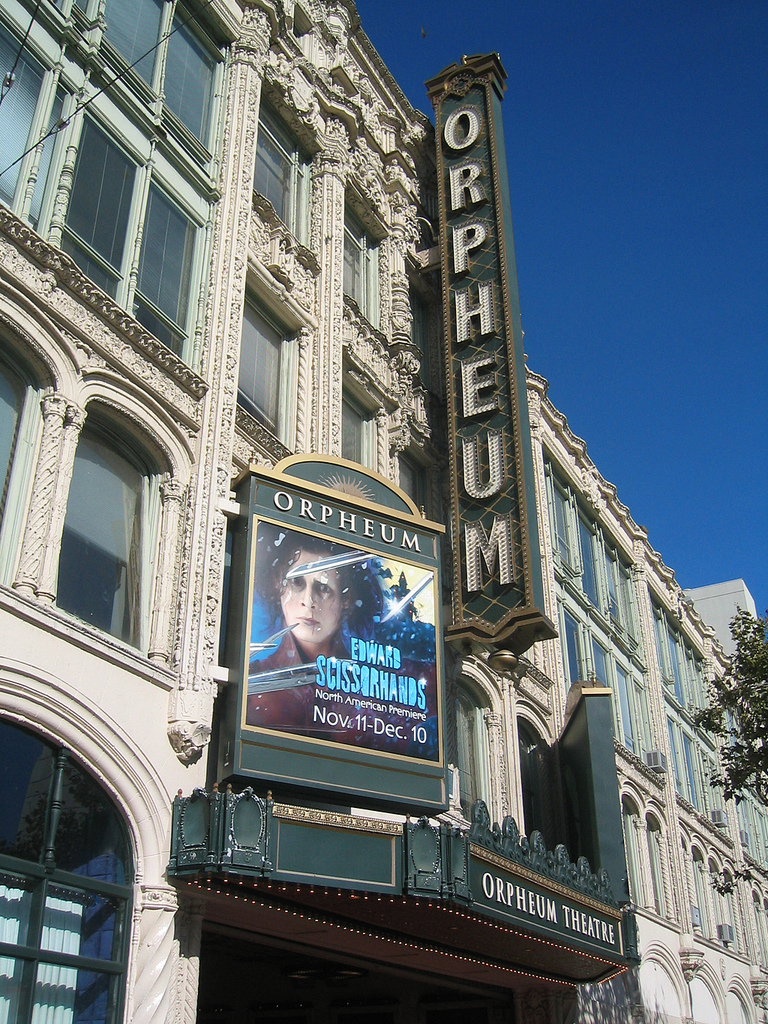
Affiche du film en façade d'un cinéma de San Francisco.

Après le tournage, les responsables de 20th Century Fox sont si inquiets à propos de l'apparence d'Edward qu'ils tentent de tenir secrètes les images de Depp en costume jusqu'à la sortie du film. Les projections tests du film sont encourageantes et Joe Roth, le président de 20th Century Fox, envisage d'assurer sa promotion à l'échelle de celle d'un blockbuster avant d'y renoncer, pour que le film trouve sa propre place et ne soit pas sorti de son univers si particulier.
Après une sortie limitée dans deux salles le 7 décembre 1990, le film sort aux États-Unis le 14 décembre 1990 dans 1 023 salles et rapporte 6 325 249 $ pour son premier week-end d'exploitation. Il rapporte dans le monde entier 86 024 005 $, dont 56 362 352 $ aux États-Unis. Il se classe ainsi au 18e rang du box-office mondial des films sortis en 1990 et est largement bénéficiaire comparativement à son budget de 20 000 000 $. En France, il réalise 618 261 entrées.
| Pays ou région | Box-office      | Date d'arrêt du box-office | Nombre de semaines |
| -------------- | --------------- | -------------------------- | ------------------ |
| États-Unis     | 56 362 352 $    | 10 février 1991            | 10                 |
| France         | 618 261 entrées | -                          | -                  |
| Total mondial  | 86 024 005 $    | -                          | -                  |

### Accueil critique
Le film reçoit un accueil critique très positif. Il recueille 91 % de critiques favorables, avec un score moyen de 7,7⁄10 sur la base de 55 critiques collectées, sur le site Rotten Tomatoes. Sur le site Metacritic, il obtient un score de 74⁄100, sur la base de 19 critiques collectées. En 2008, le magazine Empire le classe à la 66e place dans sa liste des 500 meilleurs films de tous les temps. Les Cahiers du cinéma le classent au 7e rang de leur liste des meilleurs films de 1991.
Parmi les critiques positives, Owen Gleibermen, d’Entertainment Weekly, donne au film la note de A-, affirmant qu'il s'agit du film « le plus sincère » de Tim Burton, rehaussé par l'« adorable musique de conte de fées » de Danny Elfman, et que le personnage d'Edward est « sa réussite la plus pure ». Il regrette néanmoins certaines faiblesses dans la narration. Pour Janet Maslin, du New York Times, Burton se révèle être d'une « inventivité impressionnante » et le film, visuellement obsédant, est le « conte d'une gentillesse incomprise et d'une créativité étouffée, du pouvoir qu'a la civilisation de corrompre l'innocence, d'une belle insouciante et d'une bête au grand cœur ». Desson Howe, du Washington Post, estime que l'interprétation de Johnny Depp est parfaite, que Burton a construit un monde surréaliste et amusant, et que, si la fin peut laisser insatisfait, il y a trop à apprécier dans le film pour que cela le gâche. Jo Berry, du magazine Empire, évoque une « fable moderne qui réussit admirablement en tant que comédie tranchante et histoire d'amour douloureusement triste », servie par des « décors imaginatifs », une « histoire fascinante » et de brillantes interprétations, souvent à contre-emploi, notamment celle de Depp. Richard Corliss, du Time, trouve qu'il s'agit d'une « comédie pleine d'esprit » qui se termine de façon poignante et d'une des « fables les plus lumineuses et douce-amères » qu'il ait vues. Et pour Peter Travers, de Rolling Stone, il s'agit du « film fantastique le plus comique, romantique et lancinant » à la fois, bénéficiant d'une « interprétation formidable » de Depp ; le film comporte quelques scènes « maladroites » ou « trop chargées » et n'est donc « pas parfait » mais est « quelque chose de mieux : de la pure magie ».
Du côté des critiques négatives, Roger Ebert, du Chicago Sun-Times, donne au film 2 étoiles sur 4, affirmant que l'histoire et les personnages ne sont pas à la hauteur du talent visuel de Burton et que « la fin est si faible qu'elle en est déprimante ». Mick La Salle, du San Francisco Chronicle, estime que le film n'est pas « engagé émotionnellement » mais, au contraire, « suffisant et mièvre ». Et Jonathan Rosenbaum, du Chicago Reader, trouve que le film « ne convainc jamais pleinement » malgré son originalité et les décors « saisissants » et que l'interprétation de Depp n'est pas à la hauteur de celles des interprètes principaux des précédents films de Burton.
En France, Iannis Katsahnias, des Cahiers du cinéma, évoque une « réussite absolue », un « conte de fées magique, symphonie mélancolique en quatre couleurs pastels » porté par ses principaux interprètes : Depp « sublime », Dianne Wiest « absolument géniale » et Winona Ryder « merveilleuse d’ambiguïté ». Il met en avant la « mise en abyme du conte essayant de créer une illusion narrative tout en réduisant le scénario au strict minimum, visant la perte du spectateur, l'évanouissement de la logique et de la vraisemblance par l'accumulation des détails ». Les rédacteurs de La Revue du cinéma, dans sa rétrospective annuelle, estiment que le film est une belle réussite sur le plan de l'imagerie, que son ton est « à la fois satirique, romantique et visionnaire » et qu'il est troublant par sa « capacité à conférer une ferveur, une souffrance et une folie proprement humaines à des personnages issus des univers les plus délibérément factices ». Pour Frédéric Strauss, de Télérama, il s'agit du « plus beau film » de Burton, « qui donne toute la mesure de son goût du merveilleux », où il « réalise pleinement son ambition de raconter une histoire par le jeu des couleurs » et traite brillamment « de la tolérance et de la peur de l'autre ». Thomas Bourguignon, de Positif, est plus nuancé, affirmant que cette tentative d'aborder à la fois le conte de fées et le conte philosophique, « critique corrosive du conformisme américain » est une « satire souvent drôle dans sa mise en scène » mais « reste assez superficielle et convenue dans ses thèmes » et que « l'aspect sentimental du conte de fées ne se prête pas toujours à la distanciation ironique du conte voltairien » mais « constitue pourtant une tentative aboutie de modernisation du conte, où l'aveuglante naïveté de l'histoire recouvre un vaste champ symbolique, émotionnel et poétique ».

## Distinctions
Le film a été récompensé par le prix Hugo, le Saturn Award du meilleur film fantastique et le BAFTA Award des meilleurs décors. Il a reçu trois autres nominations aux BAFTA Awards, ainsi qu'une nomination pour l'Oscar des meilleurs maquillages et coiffures, et Johnny Depp a été nommé pour le Golden Globe du meilleur acteur dans un film musical ou une comédie.
Il fait partie de la liste du BFI des 50 films à voir avant d'avoir 14 ans établie en 2005 par le British Film Institute.

### Récompenses
| Année     | Cérémonie ou récompense   | Prix                        | Lauréat(es)  |
| --------- | ------------------------- | --------------------------- | ------------ |
| 1991      |                           |                             |              |
| Prix Hugo | Meilleur film             |                             |              |
| 1992      | BAFTA Awards              | Meilleurs décors            | Bo Welch     |
| 1992      | Saturn Awards             | Meilleur film fantastique   |              |
| 1992      | Prix Sant Jordi du cinéma | Meilleur film étranger      |              |
| 1992      | Prix Sant Jordi du cinéma | Meilleure actrice étrangère | Winona Ryder |

### Nominations
| Année                                           | Cérémonie ou récompense                             | Prix                     | Nommé(es) |
| ----------------------------------------------- | --------------------------------------------------- | ------------------------ | --------- |
| 1991                                            |                                                     |                          |           |
| Oscars du cinéma                                | Meilleur maquillage                                 | Ve Neill et Stan Winston |           |
| Golden Globes                                   | Meilleur acteur dans un film musical ou une comédie | Johnny Depp              |           |
| NSFC Awards                                     | Meilleure actrice dans un second rôle               | Dianne Wiest             |           |
| 1992                                            |                                                     |                          |           |
| British Academy Film and Television Arts Awards | Meilleurs costumes                                  | Colleen Atwood           |           |
| British Academy Film and Television Arts Awards | Meilleurs maquillages et coiffures                  | Ve Neill                 |           |
| British Academy Film and Television Arts Awards | Meilleurs effets visuels                            | Stan Winston             |           |
| Saturn Awards                                   | Meilleure actrice                                   | Winona Ryder             |           |
| Saturn Awards                                   | Meilleure musique                                   | Danny Elfman             |           |
| Saturn Awards                                   | Meilleurs costumes                                  | Colleen Atwood           |           |
| Saturn Awards                                   | Meilleur acteur dans un second rôle                 | Alan Arkin               |           |
| Saturn Awards                                   | Meilleure actrice dans un second rôle               | Dianne Wiest             |           |
| Grammy Awards                                   | Meilleure bande originale                           | Danny Elfman             |           |

## Analyse

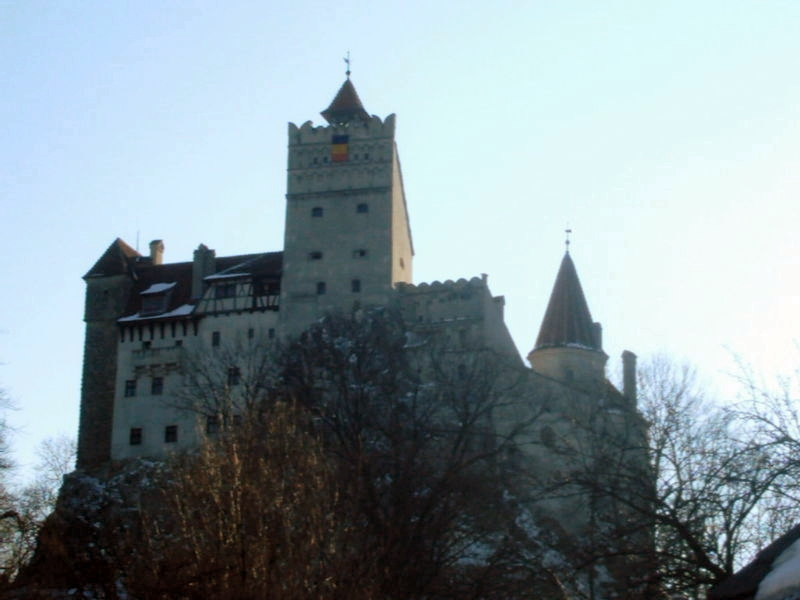
Un château d'aspect gothique.

Selon Tim Burton, les thèmes principaux du film sont l'isolement et la découverte de soi. Les ciseaux symbolisent pour lui le côté à la fois destructeur et créatif d'Edward. Le château gothique est un décor que Burton associe à la solitude mais qui est aussi une réaction à la banlieue résidentielle. Il évoque cette banlieue comme un endroit où il n'y a ni histoire, ni culture, ni passion pour quoi que ce soit. Les choix qui y sont offerts sont de se conformer à la norme et ainsi de sacrifier une partie de sa personnalité, ou bien de développer une vie intérieure très riche qui fait se sentir différent. Burton affirme toutefois que ce n'est « pas un mauvais endroit. C'est un endroit bizarre. J'ai essayé de maintenir un équilibre délicat en le rendant amusant et étrange sans porter de jugement catégorique ». La fin du film, où une foule en colère poursuit la « créature » jusqu'au château, trouve son inspiration principale dans le point culminant du film Frankenstein (1931), où figure une scène similaire. L'époque à laquelle se déroule l'histoire est volontairement laissée indéfinie même si elle rappelle les années 1950. Le film présente une structure semblable à un conte de fées avec un prologue et un épilogue où la grand-mère présente et conclut l'histoire.
Thomas Bourguignon, de Positif, voit le film comme un conte de fées moderne où le héros doit sortir de son isolement à travers un parcours initiatique afin d'opérer sa métamorphose (le costume d'Edward pouvant être comparé à la chrysalide d'un papillon). Peg y joue le rôle de « la gentille fée qui tente d'aider Edward à trouver sa place au sein des hommes, avec pour toute baguette magique un simple pinceau de cosmétique », Kim celui de « la belle princesse à conquérir », et les amies de Peg ceux des « méchantes sorcières dont les réunions téléphoniques semblent tisser une toile de maléfices ». Mais, contrairement au conte de fées classique, Edward ne réussit pas sa métamorphose. Il semble d'abord s'intégrer à travers son art, passant du travail sur les végétaux à celui sur les animaux puis les humains avant d'être rejeté et de travailler le minéral, « la glace, symbole de pureté mais aussi d'immobilité ». Il rate aussi son initiation sexuelle et crée au lieu de procréer, « fécondant ainsi les esprits plutôt que les corps » en apportant « la beauté et la pureté qui sont à même de créer un monde nouveau ». Sa fonction n'est pas de s'intégrer au monde mais de rester à l'écart, la découverte de soi étant ici celle d'une vocation artistique. Selon Antoine de Baecque, « l'angoisse urbaine » moderne est vue sous l'angle inédit du conte de fées et les paysans du XVIIe siècle prennent pour l'occasion l'apparence de banlieusards américains. Ceux-ci tentent de conformer Edward à leur norme et le traitent par l'intolérance quand ils s'aperçoivent de leur échec.
Pour Alexandre Tylski, dans la revue en ligne Cadrage, le film traite avant tout de la « juxtaposition entre le conformisme et le fantasque », la rencontre entre les habitants d'une banlieue résidentielle conventionnelle et Edward, jeune homme créatif mais coupé du monde par les ciseaux qui lui tiennent lieu de mains. L'opposition entre ces deux univers est mise en valeur dès le début du film à travers le contraste entre le château gothique et expressionniste où vit Edward et le quartier résidentiel situé en contrebas où toutes les maisons se ressemblent. Le grand trou dans le toit du château est pour Tylski une allégorie du trou qu'Edward a dans le cœur, ce dernier étant condamné à vivre en reclus en raison de sa différence. Edward compense le manque qu'il ressent par une créativité débordante, sculptant les haies et la glace et créant à la fin du film une réalité qui vient se greffer sur le quotidien puisque les flocons qu'il crée en taillant la glace tombent en neige sur le quartier. Edward étant très peu loquace, Burton fait passer ses sentiments à travers son regard. Ainsi, lorsque Edward est interrogé sur un plateau de télévision et qu'on lui demande s'il a une petite amie, il reste muet mais son regard, par un « effet de miroir inédit », croise celui de Kim via l'écran de télévision. Le regard, et avant tout celui de Burton sur ses personnages, est pour Tylski un autre thème très important du film, et celui qu'il trouve le plus marquant est celui de l'inventeur au moment de sa mort, un regard horrifié « soit par la conscience de sa mort soit par la conscience soudaine d'avoir créé un être inachevé ». Pour Bourguignon, la satire du conformisme est visible à travers les personnages stéréotypés. À l'instar du « travail à la chaîne qu'accomplissent dans le manoir des machines aux formes humaines, chaque individu semble programmé, sa place attribuée, sa fonction déterminée dans le processus social ». Seule Kim parvient à y échapper grâce au pouvoir libérateur de l'amour, seul capable de « nous rendre unique ».

## Influence culturelle

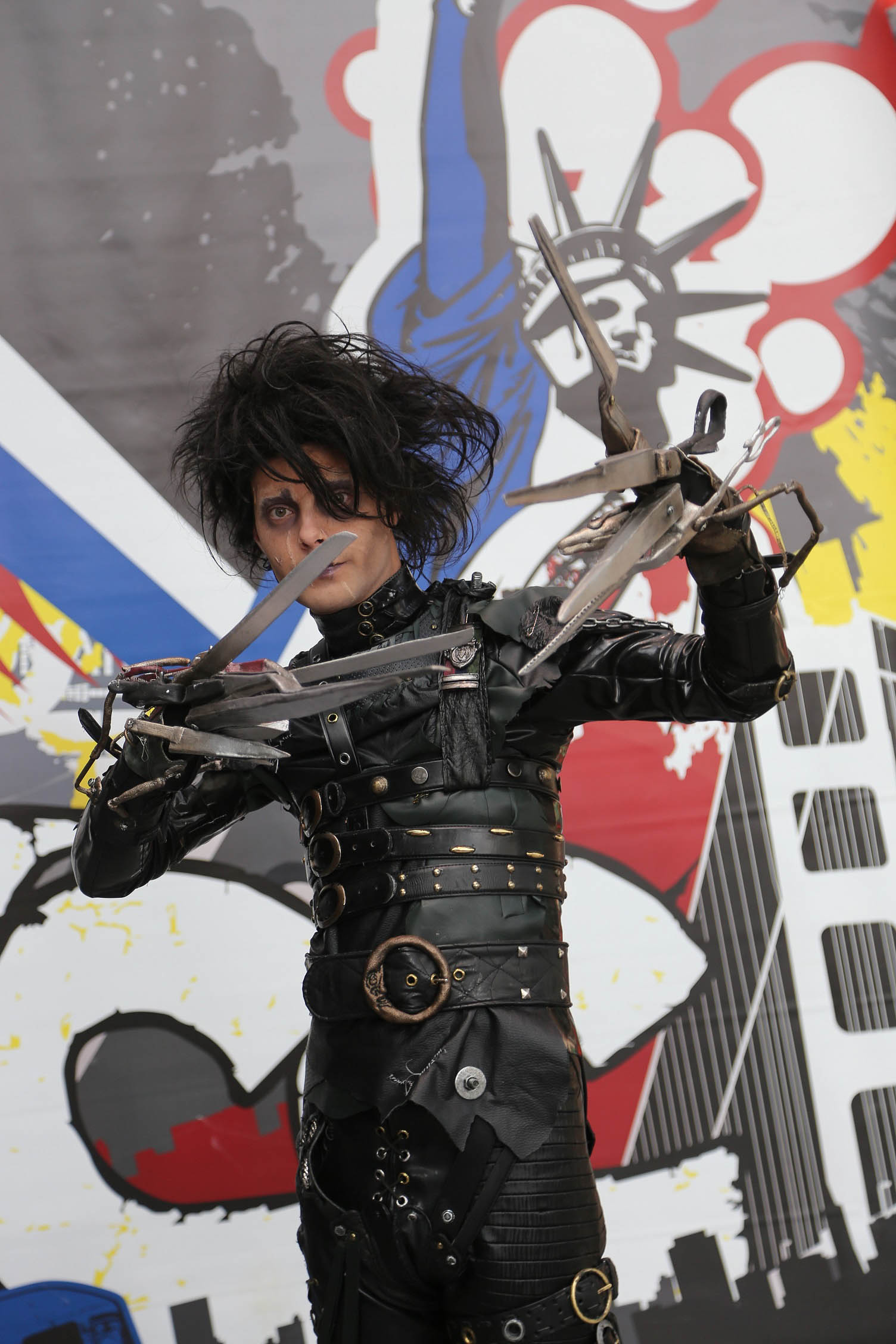
Edward aux mains d'argent représenté en cosplay.

Tim Burton considère le film comme son œuvre la plus personnelle et s'affirme avec ce film comme la « quintessence du réalisateur gothique », saisissant la sensibilité de la culture gothique aussi bien dans la forme que dans le fond et s'érigeant en défenseur du mouvement contre les stéréotypes négatifs répandus par les médias. Le film marque la première collaboration entre le réalisateur et Johnny Depp et contribue à lancer la carrière de ce dernier.
En 2005, le chorégraphe Matthew Bourne crée une adaptation du film avec l'aide de Caroline Thompson et Danny Elfman. Cette adaptation sous forme de danse contemporaine comporte uniquement de la danse et de la musique, sans chant ni dialogue, et est créée au Sadler's Wells Theatre de Londres avant de partir en tournée à travers le monde,. En 2010, le metteur en scène Richard Crawford crée à Brooklyn une pièce de théâtre basée sur le film.
Entre 2014 et 2015, une suite du film se déroulant plusieurs décennies plus tard est publiée par IDW sous la forme d'une bande dessinée en dix numéros scénarisée par Kate Leth avec des dessins de Drew Rausch.
La chanson Scissorhands (The Last Snow) du groupe de metal gothique Motionless in White, qui figure sur leur album Creatures (2010), rend hommage à l'impact qu'a eu le film sur le mouvement gothique. L'épisode Un cheveu dans la soupe (The Barber) de la cinquième saison de la série télévisée Seinfeld fait plusieurs références au film, de même qu'un épisode des Simpson intitulé Homer aux mains d'argent (Homer Scissorhands).
Une espèce d'arthropode éteinte depuis la période du Cambrien et aux pinces rappelant les mains-ciseaux d'Edward a été nommée Kooteninchela deppi en hommage à l'acteur Johnny Depp et à son rôle dans le film.

## Éditions en vidéo
Sur le marché vidéo, Edward aux mains d'argent est d'abord distribué en VHS quelques mois après sa sortie au cinéma. Il sort en DVD le 5 septembre 2000 en région 1 et le 25 octobre 2000 en région 2. Cette version en DVD comprend les commentaires audio de Tim Burton et Danny Elfman et un court making-of du film. La version en disque Blu-ray sort le 9 octobre 2007 en région 1 et le 4 janvier 2008 en région 2. Elle ne comporte pas de bonus supplémentaires par rapport à la version en DVD.